# 200033 Newtaipei
200033 Newtaipei è un asteroide della fascia principale. Scoperto nel 2007, presenta un'orbita caratterizzata da un semiasse maggiore pari a 3,1042590 au e da un'eccentricità di 0,1745738, inclinata di 16,84333° rispetto all'eclittica.